# Солано (паром)
«Солано» (англ. Solano) — американский деревянный железнодорожный колёсный паром, принадлежавший компании Central Pacific Railroad, ходивший через пролив Каркинес между Бенишей и Port Costa в штате Калифорния. Проработал на этой линии в течение 51 года: с 1879 по 1930 годы.

## История
Паром был спроектирован Артуром Брауном, управляющим мостами и зданиями Central Pacific Railroad, который укрепил паром так же, как железнодорожные мосты, используя четыре деревянные фермы Пратта в продольном направлении под палубой судна. «Солано» был оснащён двумя 2000-сильными паровыми двигателями, каждый из которых приводил в действие гребное колесо на обеих сторонах корабля. Лопастные колёса работали независимо друг от друга, что придавало парому высокую маневренность, необходимую для преодоления течения в проливе Каркинес (около 8 миль в час).
Паромные эстакады и подходы также были спроектированы Артуром Брауном. Расстояние между берегами составляло одну милю, расчетное время в пути, включая причаливание — девять минут. Благодаря двум капитанским рубкам на обеих концах парома, не было необходимости разворачивать паром для обратных рейсов. На судне имелось четыре железнодорожных пути, и оно могло перевозить за один рейс пассажирский поезд с 24 вагонами и локомотивом или грузовой поезд с 48 вагонами и локомотивом.

## Эксплуатация
Железнодорожный паром, названный в честь калифорнийского округа Солано, был построен в 1879 году в Окленде, штат Калифорния. Имея в длину 130 метров, став самым большим паромом такого типа в мире, и вторым по длине деревянным судном после шхуны «Вайоминг».
Испытания «Солано» начались 24 ноября 1879 года с верфи Meigg’s Wharf с 75 приглашёнными гостями на борту. Паром мог двигаться со скоростью около 12 миль в час, хотя в первый день испытания она не превышала 8 миль в час.
Паром начал курсировать между Бенишей и Портом-Коста 1 декабря 1879 года. За исключением некоторого времени нахождения в сухих доков для модернизации и ремонта, «Солано» находился в непрерывной эксплуатации 24 часа в сутки в течение 51 года: с 1 декабря 1879 года по 15 октября 1930 года. 31 мая 1928 года компания Southern Pacific Transportation Company санкционировалf строительство железнодорожного моста от восточной стороны Бениши до Мартинеса, который находится к востоку от Порта-Коста. Железнодорожный мост был открыт 15 октября 1930 года и паром «Солано» был выведен из эксплуатации.
После открытия железнодорожного моста «Солано» был разобран и некоторые его части проданы на металлолом. То, что осталось от этого железнодорожного парома все ещё можно увидеть там, где она был затоплен, чтобы создать волнолом на реке Сан-Хоакин недалеко от города Антиок, Калифорния.

«Солано» на почтовых открытках
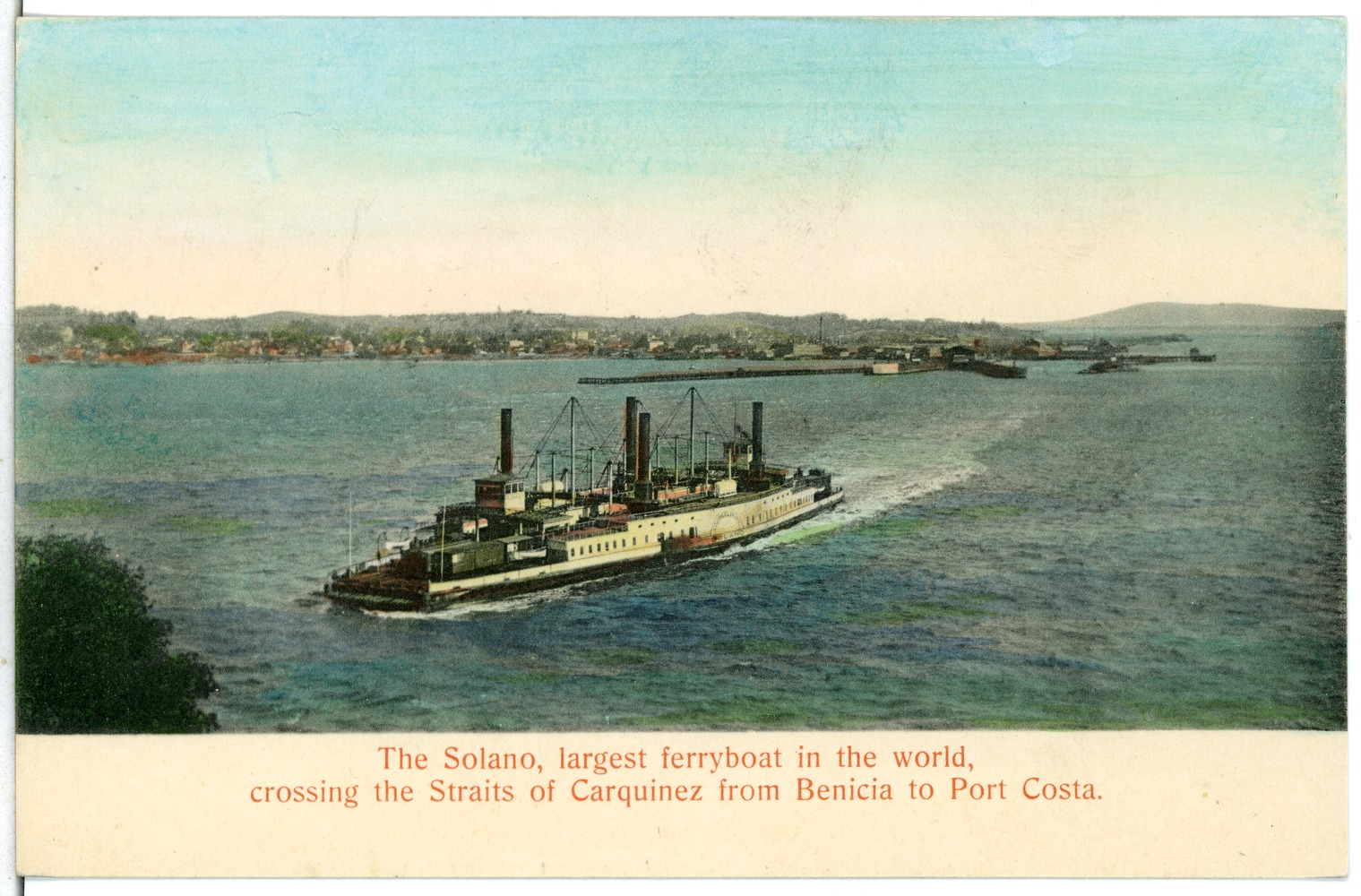
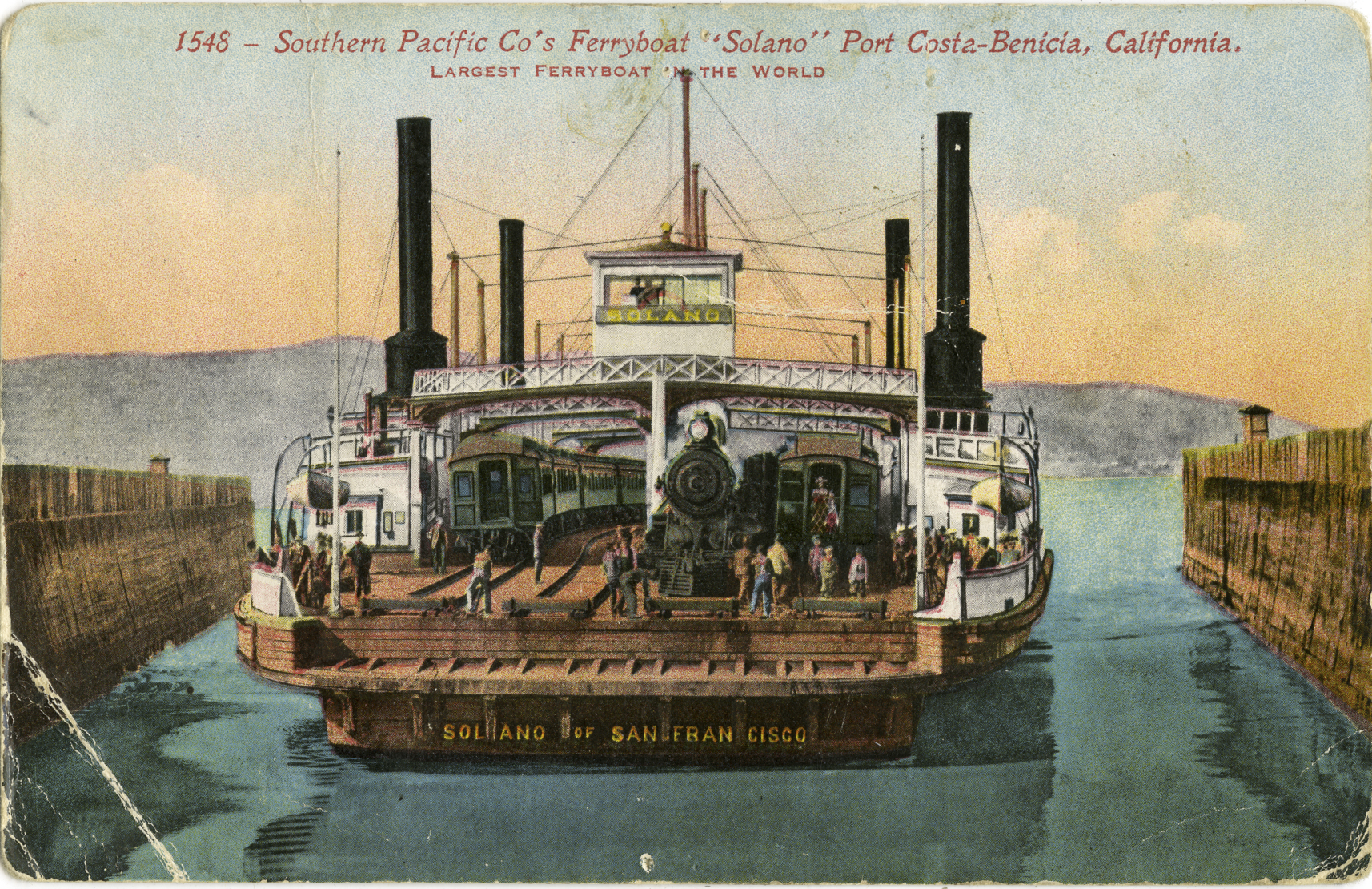